# Kangchenjunga

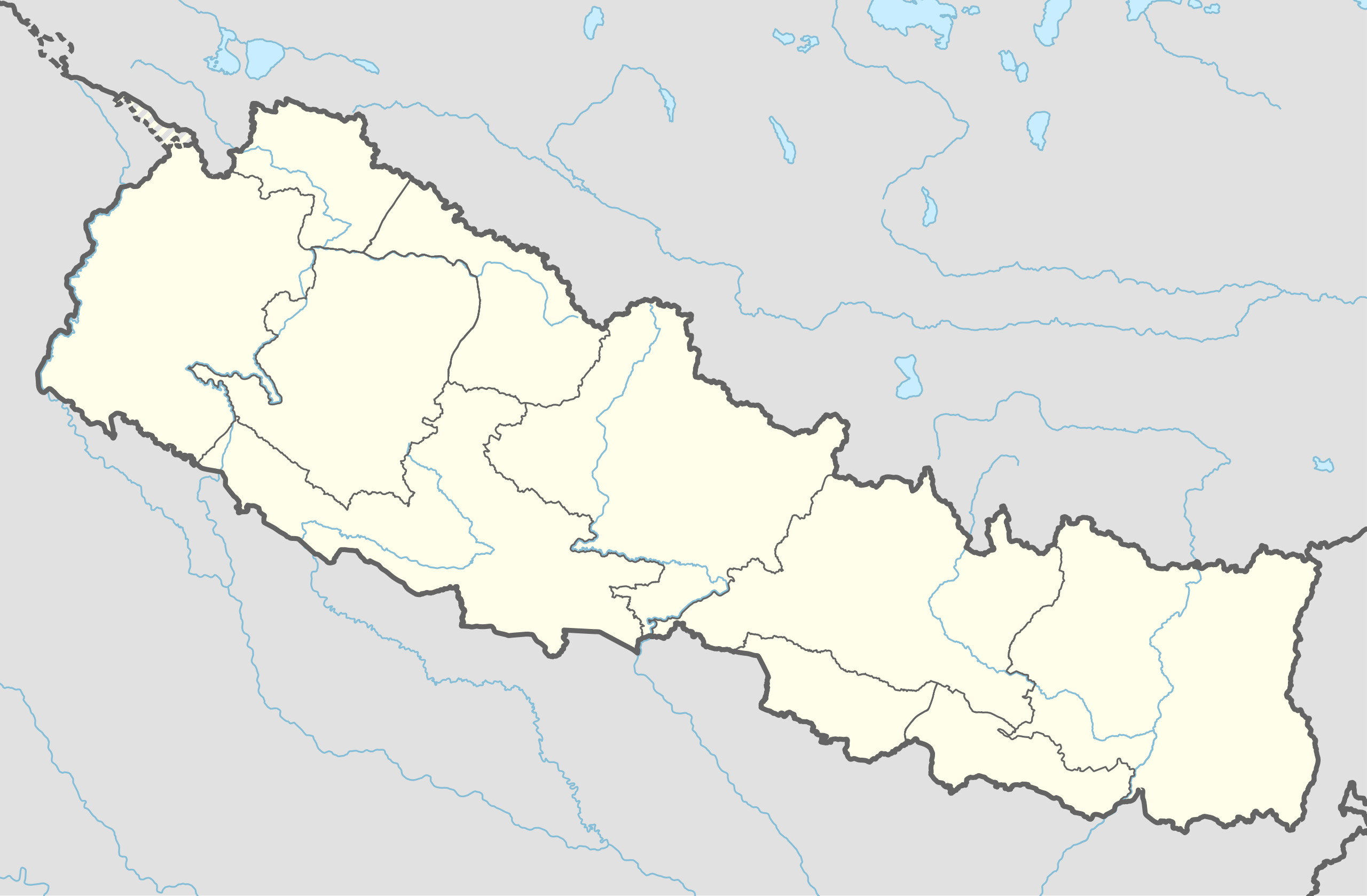
Karta över Nepal. Kangchenjunga ligger vid landets nordöstra "hörn".

Kangchenjunga (Kanchenjunga, Kangchen Dzö-nga, Khangchendzonga, Kanchenjanga, Kachendzonga eller Kangchanfanga)  är med sina 8586 meter över havet världens tredje högsta berg, efter Mount Everest och K2, men ansågs fram till en ny mätning av Mount Everest 1852 vara det högsta. Det ligger i Himalaya tretton mil öster om Mount Everest och ett par mil söder om den trerikspunkt där den indiska delstaten Sikkim, Nepal och Tibet gränsar till varandra. Gränsen mellan nordöstligaste Nepal och Indien går genom bergsmassivet, och det är därmed det näst högsta berget i Nepal och det högsta i Indien.

## Namnet
Kanchenjunga betyder ungefär "Snöns fem skatter" och har fem huvudtoppar, varav fyra är högre än 8000 meter. Till dessa kommer en mängd lägre liggande toppar i det bergsområde i vars mitt Kanchenjunga finns. Tre av de fem höga topparna (huvud, centrala och den södra) ligger på gränsen mellan Sikkim och Taplejungdistriktet i Nepal. De andra två ligger helt inne i Nepal.
Kangchenjungas fem huvudtoppar är:
| Toppens namn                       | Höjd (m) |
| ---------------------------------- | -------- |
| Kangchenjunga Huvud                | 8586     |
| Kangchenjunga Västra (Yalung Kang) | 8505     |
| Kangchenjunga Centrala (Middle)    | 8482     |
| Kangchenjunga Södra                | 8494     |
| Kangbachen                         | 7903     |

## Berget och människan
'Kangchenjunga' är den officiella stavningen av berget. Den anammades av Douglas Freshfield, A.M. Kellas och av det brittiska Royal Geographical Society (Kungliga Geografiska Sällskapet) efter samtal med bland annat en lokal maharadja, eftersom denna stavning bäst anses motsvara det tibetanska uttalet.
I området runt bergsmassivet finns känslig natur med unika djurarter, bland annat kattbjörn (röd panda) och andra subarktiska djur och växter . I Nepal ingår hela området i ett över 2000 km² stort naturvårdsområde i Världsnaturfondens regi. På den indiska sidan är det en nationalpark.
Fram till 1852 ansågs Kangchenjunga vara världens högsta berg, men beräkningar med ledning av nya mätningar som brittiska geologer gjort år 1849 visade att Mount Everest är högre. Kangchenjunga bestegs första gången 25 maj 1955 av en brittisk expedition ledd av George Band och Joe Brown. Enligt den religion, kirant, som urinvånarna i östra Nepal och västra Sikkim omfattar är den absoluta toppen helig. Därför har såväl denna första, som senare expeditioner, avstått från att beträda toppen närmare än ett par meter och berget kallas ofta för "the untrodden peak". Kangchenjunga anses, tillsammans med K2, att vara ett av de mest svårbestigna bergen över 8000 meter och kallas därför också för "a mountaineers mountain". Färre än 200 klättrare har nått toppen av Kangchenjunga och mer än 44 människor har omkommit vid sina försök.
Den ende svensk som nått toppen är Mattias Karlsson som nådde toppen (via sydväst-väggen) tillsammans med två sherpas och den norske klättraren Jon Gangdal den 18 maj 2009.
Kangchenjungas jättelika bergsmassiv utgörs av fyra stora bergskammar som går dels från öst till väst, dels från norr till söder, vilka alla bildar såsom ett enormt kors. På dessa bergskammar finns inte mindre än fyra toppar över 8000 meter samt ett antal andra toppar med höjder mellan 6000 och 7700 meter. På den östra kammen i Sikkim finns toppen Siniolchu (6888). Den västra kammen kulminerar i den magnifika Jannu (7710). I söder finns topparna Kabru I-IV (Kabru I, 7353), Talung (7349) samt Rathong (6678). På den norra kammen som sträcker sig upp till den tibetanska gränsen genom Jongsong La‑passet ligger de så kallade tvillingtopparna samt tälttoppen.
Kangchenjunga är berömt för de vackra vyer det erbjuder från utsiktspunkter i Darjeeling‑området. Klara dagar ter sig bilden av Kangchenjunga inte riktigt som ett berg utan mer som ett vitt draperi som hänger ner från himlen. På grund av att bergsområdet ligger så avsides i Nepal och på grund av svårigheterna att få tillstånd att tränga in i området från den indiska sidan, är regionen Kangchenjunga inte särskilt utforskad av vandrare. Detta är en av anledningarna till att många som besökt regionen anser att den har bibehållit hela sin skönhet. Eftersom invånarna i området betraktar berget som heligt, ges sällan tillstånd att bestiga berget från den indiska sidan. Först nyligen blev det tillåtet för utlänningar som inte ingår i föranmälda expeditioner att alls vandra i Kangchenjungaregionen.

## Klättrarhistoria

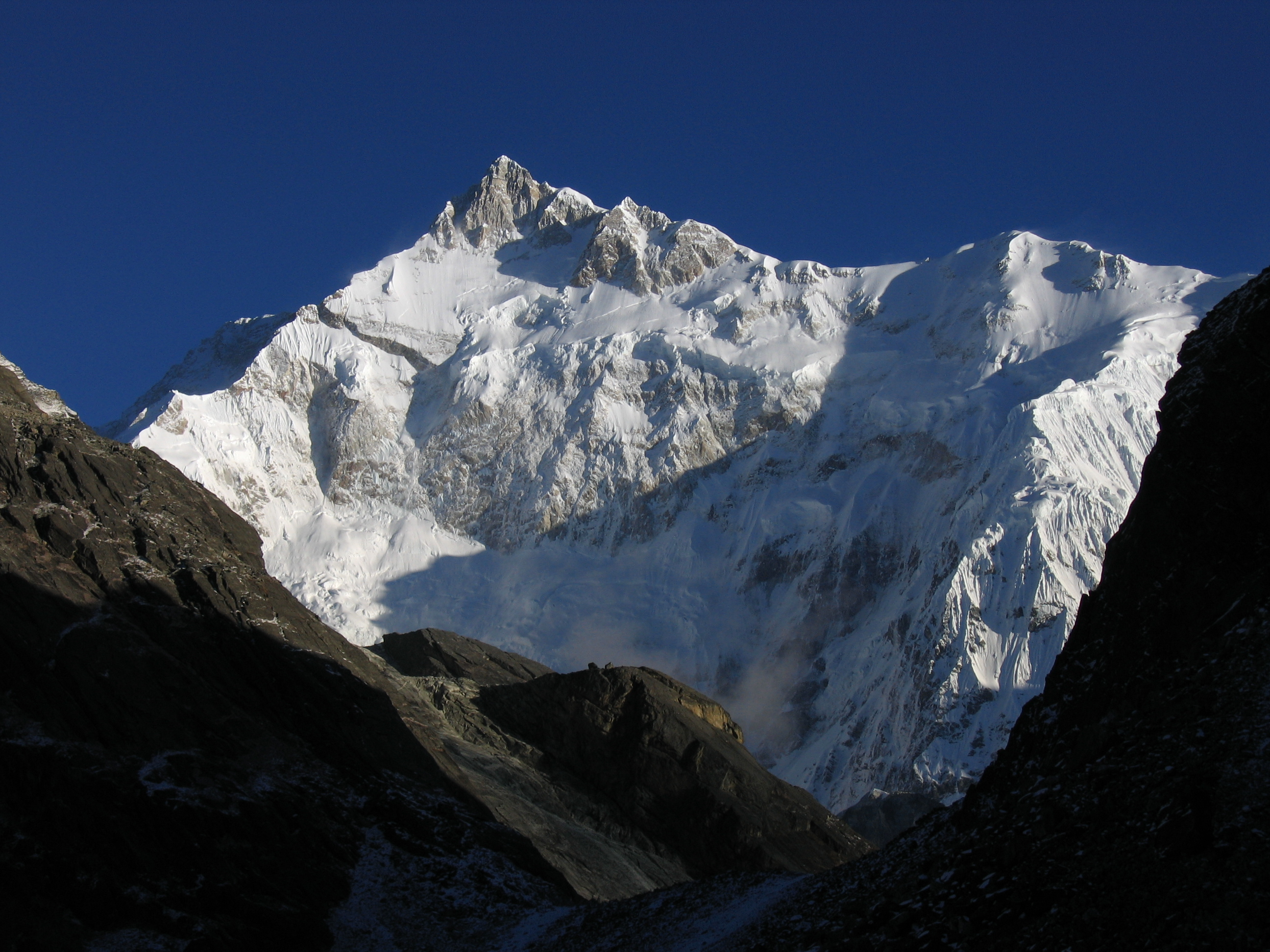
Kangchenjunga från Goechala La, 4,940 m.

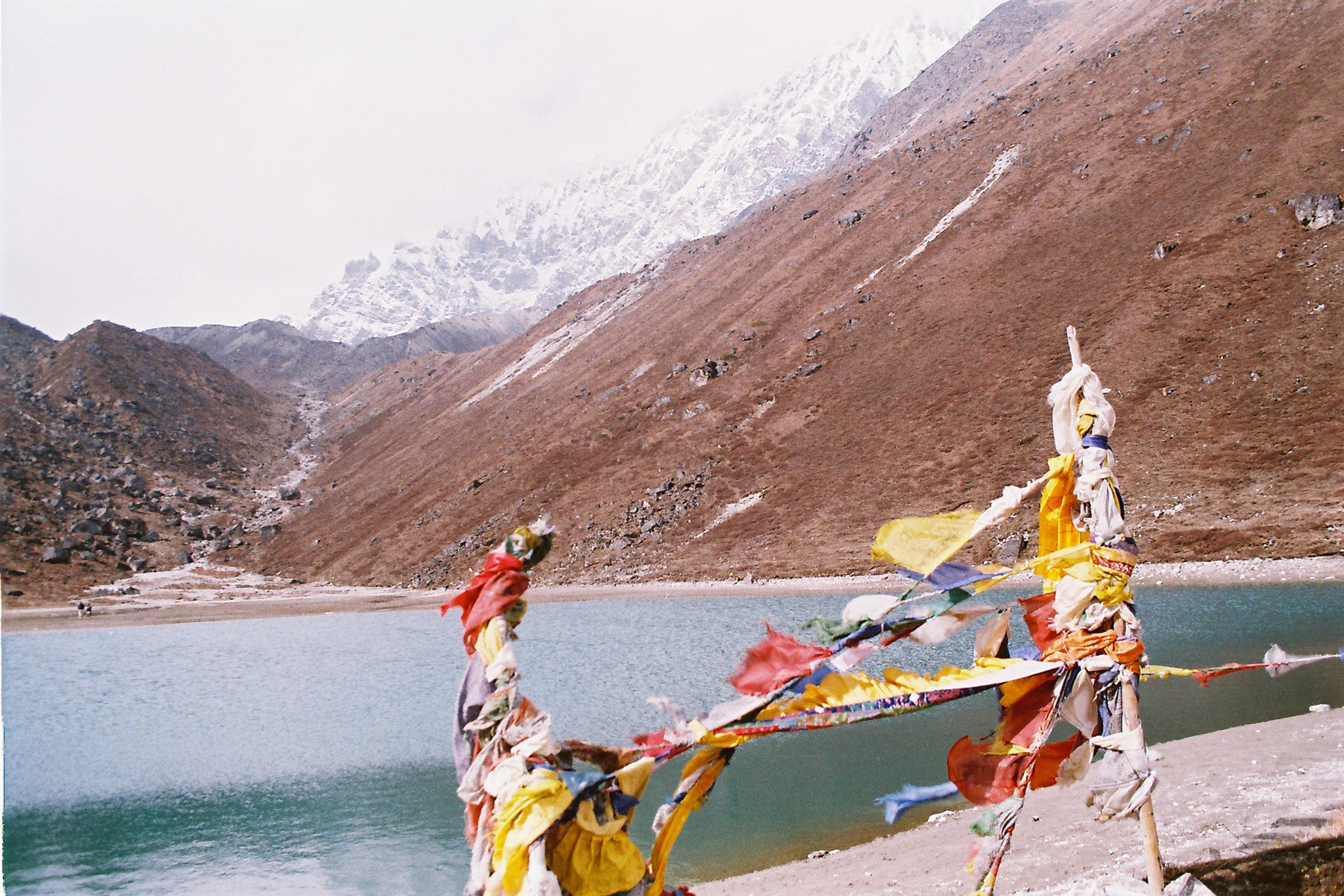
Sjön Samiti nära Kangchenjungas basläger, Sikkim.

- 1854 utforskade den brittiske botanisten Joseph Dalton Hooker delar av östra Nepal, vilka dittills varit helt okända för européer.
- 1899 blev den brittiske upptäcktsresanden Douglas Freshfield med sin italienske fotograf Vittorio Sella de första att gå runt hela berget. De var de första som fick se Kangchenjungas stora västra ansikte.
- 1905 genomfördes det första försöket att bestiga berget av en expedition ledd av Aleister Crowley. Detta lyckas dock inte. Expeditionen nådde bara 6500 meters höjd, och fyra medlemmar omkom i en lavin.
- 1929 nådde en tysk expedition ledd av Paul Bauer 7400 meters höjd, innan den tvingades återvända på grund av storm.
- 1930 gjordes ett erövringsförsök av en internationell expedition bestående av George Dyhrenfurth, tysken Uli Wieland, österrikaren Erwin Schneider och engelsmannen Frank Smythe, men gruppen tvingades vända på grund av snö och uselt väder.
- 1931 gjordes ett nytt försök av en tysk expedition, även denna gång ledd av Paul Bauer. De tvingades återigen att vända om på grund av dåligt väder, sjukdom och död, men hade lyckats komma något högre upp än de gjort år 1929.
- 1954 trängde en expedition in i området från sydväst för att utforska berget. De fann en ny väg upp mot toppen (den väg som användes av expeditionen året efter) men besteg den inte. Gruppen bestod av John Kempe (ledare), J.W. Tucker, Ron Jackson, Trevor H. Braham, G.C. Lewis, Dr. D.S. Mathews.
- 1955 den 25 maj lyckades en expedition för första gången bestiga berget. Den bestod av Joe Brown, George Band. Dagen efter följdes de av Norman Hardie och Tony Streather.
- 1973 nådde japanerna Yutaka Ageta och Takeo Matsuda toppen Kangchenjunga Västra (Yalung Kang).
- 1977 bestegs Kangchenjunga en andra gång av ett indiskt arméteam med överste Narinder Kumar som ledare. De tog samma väg som tyskarna gjorde 1929 och 1931 i sina båda misslyckade försök.
- 1978 lyckades ett polskt team bestiga den södra toppen. Det var första gången den toppen blev besegrad.
- 1983 gjorde Pierre Beghin den första solobestigningen, och detta utan syrgas.
- 1986 i januari genomförde de polska klättrarna Krzysztof Wielicki och Jerzy Kukuczka den första vinterbestigningen.
- 1991 gjorde Marija Frantor och Joze Rozman ett försök att bli de första kvinnorna att nå toppen. De hittas senare döda alldeles nedanför den bergvägg som leder upp mot toppen. Samma år gjorde Andrej Stremfelj och Marko Prezelj en tekniskt svår men lyckad bestigning uppför den södra kammen till den södra toppen.
- 1992 dog Wanda Rutkiewicz i ett toppförsök, när hon vägrat gå ned igen inför en annalkande storm.
- 1995 försvann Benoît Chamoux, Pierre Royer och deras sherpa på berget nära toppen.
- 1998 blev Ginette Harrison den första och hittills enda kvinna som nått toppen.
- 2005 nådde den brittiske klättraren Alan Hinkes toppen som en symbolisk handling för att fira femtioårsminnet av det första lyckade försöket. Han blev därmed den förste brittiske klättrare att bestiga alla fjorton berg i världen högre än 8000 meter.